# Bernard de Schleswig-Holstein-Plön
Bernard de Schleswig-Holstein-Sonderburg-Plön (31 janvier 1639 – 13 janvier 1676 à Plön) est un Général danois.

## Biographie
Il est le quatrième fils de Joachim-Ernest de Schleswig-Holstein-Sonderbourg-Plön, le duc de Holstein-Plön, et son épouse Dorothée de Holstein-Gottorp. Joachim Ernest forme son fils militairement et Bernard devient colonel, d'abord au service de l'Espagne.
En 1672, il est le commandant de l'infanterie de Brunswick-Lünebourg, défendant avec les troupes impériales, la ville de Groningue contre l'avancée des troupes françaises et les troupes du Prince-Évêque Christoph Bernhard von Galen de Münster. En août 1675, il retourne à Plön, où il prend le commandement des troupes. Le Danemark prépare la campagne de Poméranie de 1675, et le 25 octobre 1675, il est nommé major-général dans l'armée danoise.
Il meurt d'une fièvre soudaine, en 1676 à Plön. Il est remplacé en tant que commandant des troupes danoises par son frère aîné Jean Adolphe Ier de Schleswig-Holstein-Plön.
Il n'est pas marié.

## Article lié
- Liste des ducs de Schleswig-Holstein-Sonderbourg-Glücksbourg